# Lampranthus plautus
Lampranthus plautus är en isörtsväxtart som beskrevs av Nicholas Edward Brown. Lampranthus plautus ingår i släktet Lampranthus och familjen isörtsväxter. Inga underarter finns listade i Catalogue of Life.